# Chivito
Le chivito est un sandwich constitué de viande et d’autres ingrédients. Il est servi généralement avec de la mayonnaise, accompagné de frites, de salade russe et de diverses garnitures. C’est un plat typique de l'Uruguay.

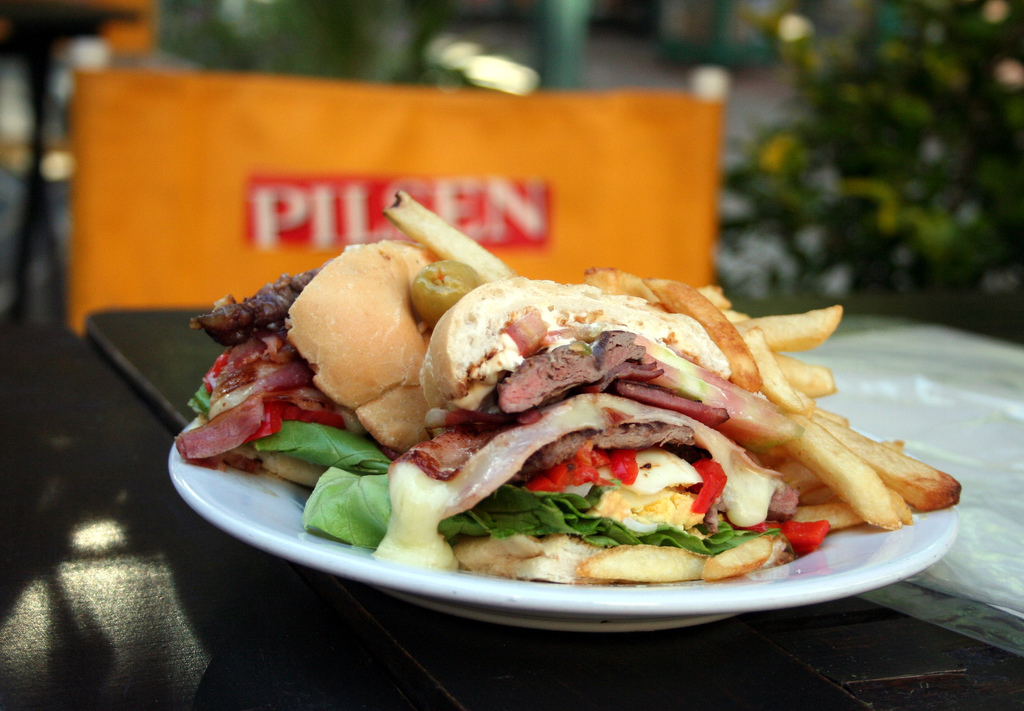
Sandwich chivito avec toutes les garnitures.

## Origine
Le chivito uruguayen est un plat traditionnel de la cuisine uruguayenne, qui trouve son origine dans un plat argentin nommé  chivito argentin composé de viande de chevreau grillé. 
Selon une légende, en 1946, une cliente qui venait d'Argentine aurait commandé dans un restaurant de Punta del Este en Uruguay un sandwich contenant la viande du chivito, c'est-à-dire la viande de chevreau grillé. N'ayant pas cette viande sous la main, le restaurateur du El Mejillón, Antonio Carbonaro (1920-2003), décida de remplacer cette dernière par une tranche de bœuf. Il ajouta à ce plat de la tomate et de la mayonnaise. C'est ainsi qu'il créa le chivito uruguayen.

## Caractéristique

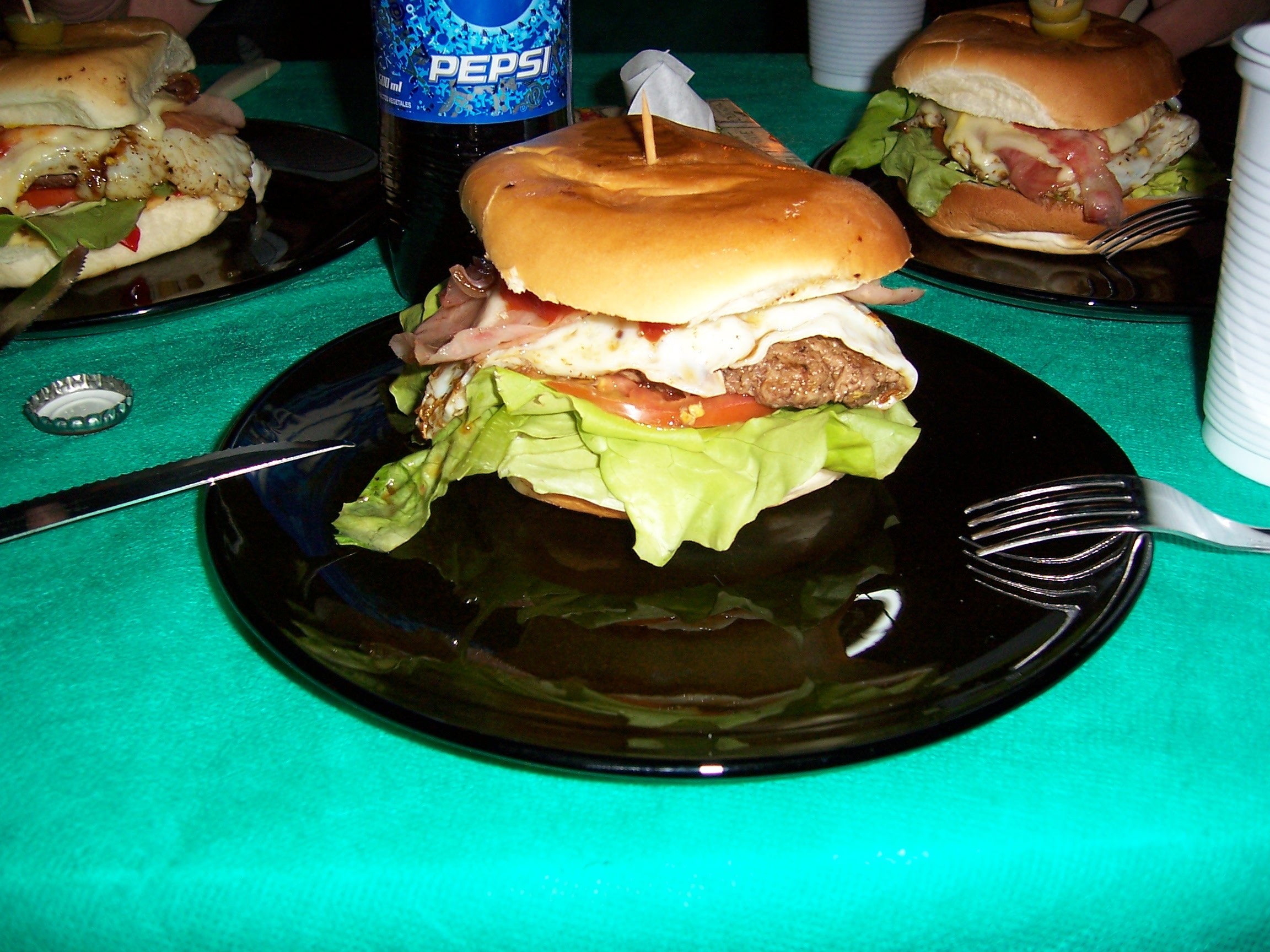
Sandwich chivito à la viande de bœuf.

Originellement, le chivito était un sandwich au bœuf. Mais au fil du temps temps, plusieurs versions du chivito ont vu le jour, avec différentes viandes, comme le poulet ou le porc. Il existe aussi plusieurs recettes, notamment celle à base de jambon cuit, de bacon, de fromage (mozzarella), de salade, de rondelles de tomate, d’oignons, de poivrons, d’œuf, assaisonnée avec de la mayonnaise et accompagné d’une portion de frites, de salade russe et d’autres garnitures.